# Théorie de l'enquête
La théorie de l'enquête est un concept clé de la logique de John Dewey. Elle s'inscrit dans une pensée marquée par le darwinisme  où le monde étant en constante évolution, les hommes et leurs sociétés doivent constamment s'adapter. Pour lui comme pour le courant pragmatiste cette évolution se fait à partir d'enquêtes consistant à étudier les modifications de l'environnement puis d'envisager les moyens d'y faire face avant d'adopter la méthode qui pratiquement semble la meilleure.

## Logique et raisonnement scientifique
Dans son livre paru en 1938 intitulé en français Logique et dont le sous-titre est La théorie de l'enquête, John Dewey veut construire une logique qui réponde « aux exigences scientifiques de l'esprit moderne, comme la logique d'Aristote répondait aux exigences grammairiennes de l'esprit grec ». Dewey estime qu' « il n'est pas suffisant d'extrapoler l'Organon, comme le firent Bacon et Mill ni de le parer des atours mathématiques, comme le fit Russell » mais qu'il faut refonder la logique sur de nouvelles bases. La Logique de Dewey n'est pas un traité de logique au sens actuel, comme le suggère le sous-titre de La théorie de l'enquête.  Ce n'est pas un livre de logique mathématique, qui requiert un très fort symbolisme mathématique. En effet, ce qui l'intéresse dans la logique ce n'est pas de s'assurer du caractère vérité de la chose par un raisonnement déductif et formel mais, comme  l'indique le sous-titre et en lien avec son instrumentalisme, d'établir un lien entre idée et action fondé à la fois sur l'intuition et sur l'étude et la vérification de cette idée. La logique chez Dewey consiste d'abord en une réflexion sur l'enquête où

« Le logicien ne s'occupe pas du processus de l'enquête « temporelle », mais seulement de sa structure formelle, c'est-à-dire des différentes sortes de termes et de canons méthodologiques et de leur interrelations. Le critère qui permet de distinguer les méthodes d'enquête qui réussissent de celles qui échouent, doit être établi à « l'intérieur » des règles de l'enquête. Autrement, nous n'aurions pas un processus scientifique autonome »

— John Dewey, .

## L'enquête comme exploration de problème

### Début d'enquête: situation incertaine
Pour qu'il y ait enquête, il faut une situation indéterminée c'est-à-dire incertaine, instable et douteuse. Cette indétermination n'est pas subjective - c'est-à-dire d'essence psychologique - mais objective, c'est-à-dire réelle. Rappelons que Dewey, marqué par Charles Darwin, a une vision organique du monde. Il voit les hommes comme organiquement liés à leur environnement de sorte qu'un changement  dans l'environnement, donc pour lui objectif, implique un changement dans le comportement des hommes précédé d'une situation indéterminée.  Toutefois ces changements objectifs impliquent aussi chez lui des changements dans la façon dont les hommes perçoivent les choses. En effet, l'homme n'est pas seulement un organisme, c'est aussi un être culturel, la transition entre les deux se faisant par le langage de sorte que « les problèmes qui provoquent l'enquête ont pour origine les relations dans lesquelles les êtres humains se trouvent engagées, et les organes de ces relations ne sont pas seulement l'œil et l'oreille mais les significations qui se sont développées au cours de la vie, en même temps que les façons de former et de transmettre la culture avec tous ses éléments constitutifs, les outils, les arts, les institutions, les traditions et les croyances séculaires. »

### Processus d'enquête
Une enquête commence par la recherche des éléments qui rendent la situation indéterminée. Ces observations provoquent des hypothèses qui deviennent des idées quand elles peuvent servir fonctionnellement à la solution du problème. Dewey écrit à ce propos : « une hypothèse, une fois suggérée et soutenue, se développe en relation avec d'autres structures conceptuelles jusqu'à ce qu'elle reçoive une forme dans laquelle elle peut produire et diriger une expérimentation qui dévoilera précisément les conditions qui ont le maximum de force possible pour déterminer si l'hypothèse doit être acceptée ou rejeté. Ou bien, il se peut que l'expérimentation indique les modifications que requiert l'hypothèse pour être applicable, c'est-à-dire convenir à l'interprétation et à l'organisation des éléments du problème. »

### Fin d'enquête: harmonie temporaire
Pour Dewey « si l'enquête commence dans le doute, elle s'achève par l'institution de conditions qui suppriment le besoin du doute ». Il y a alors assertibilité garantie, ce qui signifie que la solution au problème a été trouvée. Toutefois conformément à la vision darwinienne de Dewey, l'environnement continue à changer de sorte que d'autres problèmes surgissent, et avec eux de nouvelles enquêtes sont nécessaires. Chez Dewey, on n'arrive jamais à la Vérité, une notion que Dewey utilise peu dans son traité de logique. Il l'utilise d'autant moins que pour lui l'assertibilité garantie est synonyme de satisfaction, d'utilité, de « ce qui paie », de « ce qui marche ».